# Merenius yemenensis
Merenius yemenensis is een spinnensoort uit de familie van de loopspinnen (Corinnidae).
De wetenschappelijke naam van de soort werd in 1953 gepubliceerd door Jacques Denis.